# Gold Vol. 2
Gold Vol. 2 è l'ottava compilation in lingua francese della cantante canadese Céline Dion, distribuita in Francia dall'etichetta Versailles il 2 ottobre 1995.

## Antefatti, contenuti e successo commerciale
Dopo il successo di D'eux, l'etichetta disocgrafica Versailles pubblicò Gold Vol.1 e Gold Vol. 2, il 2 ottobre 1995. Quest'ultima compilation presenta quattordici dei brani più importanti registrati tra il 1983 e il 1987 e comprende anche l'intero album del 1987, Incognito. L'album ha raggiunto la posizione numero cinquantuno in Belgio Vallonia nel maggio 1996 ed è stato certificato disco d'oro in Francia nel 1998 per aver venduto 130 000 copie. Nel 1997, l'album fu ripubblicato con il titolo Les premières chansons vol. 2.

## Tracce

### Gold Vol. 2
1. Incognito – 4:39 (Luc Plamondon, Jean-Alain Roussel)
2. Lolita (trop jeune pour aimer) – 4:20 (Plamondon, Daniel Lavoie)
3. On traverse un miroir – 4:41 (Isa Minoke, Robert Lafond)
4. Partout je te vois – 4:09 (Eddy Marnay, Aldo Nova)
5. Jours de fièvre – 5:13 (Marnay, Roussel)
6. D'abord, c'est quoi l'amour – 4:23 (Marnay, Steven Tracey)
7. Délivre-moi – 4:19 (Marnay, Elizabeth Daily, Harold Faltermeyer)
8. Comme un cœur froid – 5:13 (Marnay, Roussel)
9. Mon ami m'a quittée – 2:59 (Marnay, Christian Loigerot, Thierry Geoffroy)
10. La dodo la do – 3:02 (Marnay, Christian Gaubert)
11. Hymne à l'amitié – 4:05 (Marnay, Dario Baldan Bembo, Nini Giacomelli, Sergio Bardotti)
12. Je ne veux pas – 4:05 (Marnay, Romano Musumarra)
13. C'est pour vivre – 4:07 (Marnay, André Popp)
14. En amour – 3:19 (Marnay, Loigerot, Geoffroy)